# メトロノース鉄道ハドソン線
ハドソン線 （Hudson Line）は、メトロノース鉄道が運営する鉄道路線。ニューヨークのグランド・セントラル駅とその北に位置するニューヨーク州のポキプシー駅を結ぶ。

## 概要
ハドソン川の東側を北上する鉄道路線である。アムトラックは、この路線を通り、ポキプシーより北に向かうので、この鉄道では同じ線路上を通勤電車と遠距離列車が走ることになっている。この路線はかつてハドソン・リバー鉄道とニューヨーク・セントラル鉄道だった。
この路線は、大きく2つに分けることができる。マンハッタンからクロトン・ハーモン駅までは電化されており、ほとんどが複々線化されていて、上下線に急行と各駅停車の専用線がある。クロトン・ハーモン駅以北は、非電化線で、ほとんどが複線である。

### 路線データ
- 路線距離：74マイル（119km）
- 軌間：1,435mm（標準軌）
- 駅数：29駅
- 信号場数：
- 複線区間：[1]
  - 複々線:
    - グランド・セントラル駅（Grand Central Terminal） -  ハーレム125丁目駅[2]
    - リバーデイル駅（Riverdale）  -  クロトン・ハーモン駅（Croton-Harmon）

  - 三線：
    - ヤンキース E. 153ストリート駅  -  スピュトン・ダイビル駅[3][4]
    - クロトン・ハーモン駅  -  ピークズキル駅（Peekskill）

  - 複線：
    - ピークズキル駅  -  ポキプシー駅（Poughkeepsie）
- 電化区間：グランド・セントラル駅 - クロトン・ハーモン駅（第三軌条方式、直流750V）
- 最高速度：160km/h

## 運行形態
ダイヤは平日朝の始発列車からグランド・セントラル駅を基準に朝10時までに同駅に到着する、もしくは平日朝9時までに同駅を発車する列車を「AMピーク」、平日夕方4時以降に同駅を発車する列車を「PMピーク」と呼び運賃が若干高めに設定されている。
列車種別はエクスプレス（速達列車）とローカル（普通列車）がある。ピーク時間帯には長距離列車を中心に多数のエクスプレスが運転されるが、停車駅は列車ごとに異なり規則性に乏しい（いわゆる千鳥停車）ので不慣れな利用者にはわかりづらい。なお、平日オフピーク時および土休日のエクスプレスは以下の停車駅でほぼ固定されておりピーク時よりもわかりやすくはなっているが、（）内の駅はポキプシー駅発着の長距離列車の一部が通過するので完全に固定されているわけではない。
エクスプレス（平日オフピーク時と土休日）
- グランド・セントラル駅  -  ハーレム125丁目駅  - (ヨンカーズ駅)  -  (タリータウン駅)  -  (オシニング駅)  -  クロトン・ハーモン駅からポキプシー駅までの各駅。

土休日や平日オフピーク時一部時間でごくまれにクロトン・ハーモン駅行きのエクスプレスがあるその列車は上の（）内の駅とマーブル・ヒル、ドブス・フェリーやヘイスティングス・オン・ハドソンに止まる。　このエクスプレスが運行されるときは、上のエクスプレスは上の（）内は止まりません。＝の区間の各駅は時々止まる。
クロトン・ハーモン発着エクスプレス（平日オフピーク時と土休日）
- グランド・セントラル駅  -  ハーレム125丁目駅  -  マーブル・ヒル駅  -  ヨンカーズ駅  -　 ドブス・フェリー駅  －  ヘイスティングス・オン・ハドソン駅  ＝  タリータウン駅  ＝  オシニング駅  -  クロトン・ハーモン駅

運転本数はピーク時にエクスプレスが駅にもよるが概ね5 - 20分毎、ローカルが15 - 30分毎となっておりエクスプレスの止まらない小駅相互間の利便性を犠牲にしてもマンハッタンへの通勤を考えたものとなっている。平日オフピーク時や土休日はクロトン・ハーモン駅発着のローカルとポキプシー駅発着のエクスプレスを各々毎時1本ずつ運転するが基本で、土休日や平日オフピーク時一部はこれにクロトン・ハーモン駅発着のエクスプレスが毎時1本加わる。
なお、ヤンキースタジアムで試合がある時は、エクスプレスも時間帯によってヤンキースタジアムに近いヤンキース E. 153ストリート駅に止まる事と、グランド・セントラル駅との間にシャトルを走らせる事と、他線から当駅行きの野球臨時列車が運行される事がある。

### ハドソン線を走る他社の列車

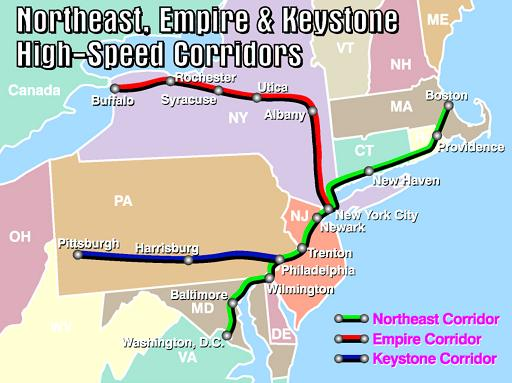
ハドソン線は帝国回廊（Empire Corridor、図の赤線）に含まれる

ニューヨーク付近の配線図

ハドソン線にはメトロノース鉄道の列車以外にも、他社の列車が運転されている。代表的なものはアムトラックの旅客列車であり、ハドソン線を通りポキプシー（Poughkeepsie）よりもさらに北へ直通している。これらの長距離列車はハドソン線内では停車駅が限られており、Yonkers、Croton-Harmon、Poughkeepsie以外には停車しない（列車によって異なる）。
ハドソン線の列車はニューヨークではグランド・セントラル駅をターミナルとするが、アムトラックの列車はペンシルバニア駅（Pennsylvania Station）をターミナル駅としている。かつてはアムトラックの列車もグランド・セントラル駅を発着していたが、ハドソン線のRiverdale駅付近とペンシルバニア駅付近とを結ぶエンパイア・コネクション（Empire Connection）という連絡線が整備されたことにより、1991年4月7日からペンシルバニア駅発着に変更された。
ハドソン線にはCSXトランスポーテーションの貨物列車も運転されている。貨物列車はオーク・ポイント・リンク（Oak Point Link）と呼ばれる連絡線を経由することで、マンハッタンを経由せずに北東回廊と帝国回廊を結んでいる。
アディロンダック（en:Adirondack (train)）
カナダのモントリオールまで走る列車。
エンパイア・サービス（Empire Service）
エンパイア・サービスはニューヨーク・マンハッタンからハドソン線を通り、NY州都のあるオールバニまでを結ぶ列車である。オールバニまでの運転が多いが、ごく一部にナイアガラフォールズ（Niagara Falls）まで運転するものがある。アムトラックの列車の中では本数は比較的多い。
イーサン・アレン・エクスプレス（Ethan Allen Express）
バーモント州まで行く列車である。
メープルリーフ（Maple Leaf）
メイプルリーフはニューヨーク・マンハッタンからハドソン線を通り、オールバニ、ナイアガラフォールズを経由してカナダのトロント（Toronto）まで走る列車である。
レイクショア・リミテッド（Lake Shore Limited）
レイクショア・リミテッドはニューヨークからシカゴまで向かう列車である。途中のオールバニでボストン発着列車の連結・切り離しを行う。

## 歴史
- 2013年12月2日：ポキプシー駅発、グランドセントラル行きの7両編成の列車が脱線転覆。推進運転により走行していた前方4両の客車が横転、車外に投げ出された乗客など死者4人、重軽傷者67人[8]。

## 駅一覧
★の駅は土休日の上下2本だけが停車。
| 電化状況 | 駅名                                | 英名                      | 累計マイル | 累計キロ | 接続路線・備考 | 所在地                            | 所在地                | 所在地 |
| -------- | ----------------------------------- | ------------------------- | ---------- | -------- | --- | --------------------------------- | --------------------- | ------ |
| 電化     | グランド・セントラル駅              | Grand Central Station     | 0.0        |          | メトロノース鉄道:ハーレム線・ニューヘイブン線 ニューヨーク市地下鉄: 系統                                          | マンハッタン                      | マンハッタン          | NY     |
| 電化     | ハーレム 125丁目駅                  | Harlem - 125th Street     | 4.2        |          | メトロノース鉄道:ハーレム線・ニューヘイブン線 ニューヨーク市地下鉄: 系統                                          | マンハッタン                      | マンハッタン          | NY     |
| 電化     | ヤンキース E. 153ストリート駅       | Yankees - E. 153rd Street |            |          | メトロノース鉄道:ハーレム線・ニューヘイブン線（試合時） ニューヨーク市地下鉄: 系統 ヤンキー・スタジアムの最寄り駅 | ブロンクス                        | ブロンクス            | NY     |
| 電化     | （ハイブリッジ駅）                  | Highbridge                |            |          | 作業人用、ハイブリッジヤード（車庫）に隣接                                                                        | ブロンクス                        | ブロンクス            | NY     |
| 電化     | モリス・ハイツ駅                    | Morris Heights            | 8.1        |          | | ブロンクス                        | ブロンクス            | NY     |
| 電化     | ユニバーシティ・ハイツ駅            | University Heights        | 8.7        |          | | ブロンクス                        | ブロンクス            | NY     |
| 電化     | マーブル・ヒル駅                    | Marble Hill               | 9.8        |          | ニューヨーク市地下鉄:系統                                                                                         | ブロンクス                        | ブロンクス            | NY     |
| 電化     | スピュトン・ダイビル駅              | Spuyten Duyvil            | 11.1       |          | | ブロンクス                        | ブロンクス            | NY     |
| 電化     | リバーデイル駅                      | Riverdale                 | 13.0       |          | | ブロンクス                        | ブロンクス            | NY     |
| 電化     | ラッドロー駅                        | Ludlow                    | 14.3       |          | | ヨンカーズ                        | ウエスト チェスター郡 | NY     |
| 電化     | ヨンカーズ駅                        | Yonkers                   | 15.1       |          | アムトラック | ヨンカーズ                        | ウエスト チェスター郡 | NY     |
| 電化     | グレンウッド駅                      | Glenwood                  | 16.2       |          | | ヨンカーズ                        | ウエスト チェスター郡 | NY     |
| 電化     | グレーストーン駅                    | Greystone                 | 17.8       |          | | ヨンカーズ                        | ウエスト チェスター郡 | NY     |
| 電化     | ヘイスティングス ＝オン＝ハドソン駅 | Hastings - on - Hudson    | 19.5       |          | | ヘイスティングス ＝オン＝ハドソン | ウエスト チェスター郡 | NY     |
| 電化     | ドブス・フェリー駅                  | Dobbs Ferry               | 20.7       |          | | ドブス・フェリー                  | ウエスト チェスター郡 | NY     |
| 電化     | アーズリー＝オン＝ハドソン駅        | Ardsley - on - Hudson     | 21.7       |          | | アービントン                      | ウエスト チェスター郡 | NY     |
| 電化     | アービントン駅                      | Irvington                 | 22.7       |          | | アービントン                      | ウエスト チェスター郡 | NY     |
| 電化     | タリータウン駅                      | Tarrytown                 | 25.2       |          | | タリータウン                      | ウエスト チェスター郡 | NY     |
| 電化     | フィリップス・マナー駅              | Philipse Manor            | 26.5       |          | | スリーピー・ホロー                | ウエスト チェスター郡 | NY     |
| 電化     | スカボロー駅                        | Scarborough               | 29.5       |          | | スカボロー                        | ウエスト チェスター郡 | NY     |
| 電化     | オシニング駅                        | Ossining                  | 30.8       |          | | オシニング                        | ウエスト チェスター郡 | NY     |
| 電化     | クロトン・ハーモン駅                | Croton - Harmon           | 33.2       |          | アムトラック | クロトン・オン・ハドソン          | ウエスト チェスター郡 | NY     |
| 非電化   | コートラント駅                      | Cortlandt                 | 38.4       |          | | コートランド・マナー              | ウエスト チェスター郡 | NY     |
| 非電化   | ピークズキル駅                      | Peekskill                 | 41.2       |          | | ピークスキル                      | ウエスト チェスター郡 | NY     |
| 非電化   | ★マニトゥー駅                       | Manitou                   | 46.0       |          | | マニトゥー                        | パットナム郡          | NY     |
| 非電化   | ギャリソン駅                        | Garrison                  | 49.9       |          | | ギャリソン                        | パットナム郡          | NY     |
| 非電化   | コールド・スプリング駅              | Cold Spring               | 52.5       |          | | コールド・スプリング              | パットナム郡          | NY     |
| 非電化   | ★ブレイクネック・リッジ駅           | Breakneck Ridge           | 55.0       |          | | フィッシュキル                    | ダッチェス郡          | NY     |
| 非電化   | ビーコン駅                          | Beacon                    | 59.0       |          | | ビーコン                          | ダッチェス郡          | NY     |
| 非電化   | ニュー・ハンバーグ駅                | New Hambrurg              | 65.0       |          | | ニュー・ハンブルグ                | ダッチェス郡          | NY     |
| 非電化   | ポキプシー駅                        | Poughkeepsie              | 73.5       |          | アムトラック | ポキプシー                        | ダッチェス郡          | NY     |

## 将来の計画
現在、この路線はさらに北に延長する計画がある。これは、ダッチェス郡からの強い要望によるものである。